# FIMFiction
FIMFiction (también llamado FIMFiction.net o FIMFic) es un sitio web fandom para la recopilación, intercambio y discusión de fan fiction basada en la serie de televisión animada My Little Pony: La Magia de la Amistad. Lanzado el 10 de julio de 2011, es el centro más grande para la comunidad literaria del fandom de My Little Pony.
En julio de 2015, FIMFiction tenía 185.014 usuarios y 86.009 historias publicadas. A 2025 , hay 624.034 usuarios registrados y 155.375 historias aprobadas. A diferencia de Fanfiction.net, el sitio incluye miles de grupos de usuarios que cubren temas que van desde apoyo para la escritura hasta discusiones sobre personajes específicos, cada uno con su propio foro, que funciona como una "escuela de escritura". Las investigaciones han identificado una “tutoría distribuida” dentro de estas comunidades, donde los escritores reciben retroalimentación de múltiples miembros a través de varios canales. Este sistema proporciona tanto orientación técnica en redacción como apoyo emocional a través del aporte colectivo de los miembros de la comunidad.
A diferencia de muchas comunidades de fan fiction que tienden a ser femeninas en participación, FIMFiction tiene una audiencia predominantemente masculina.